# Clarabelle Cow
Clarabelle (Clarabelle Cow en VO) est un personnage de fiction de l'univers de Mickey Mouse créé par Ub Iwerks à partir de 1928 pour les studios Disney. Elle fut baptisée Bellecorne (1930) puis Yvette (1931) avant d'adopter son nom définitif en 1935.
Cette vache est souvent considérée comme la fiancée du cheval Horace et une des meilleures amies de Minnie Mouse. Officiellement, les encyclopédistes Disney que sont John Grant et Dave Smith indiquent que « les deux personnages font souvent la paire »,,, Grant ajoutant qu'« ils vont bien ensemble ».
Clarabelle n'a jamais été plus qu'un personnage secondaire et n'est pas apparue dans les cartoons pendant plusieurs décennies.

## Historique

### Des débuts mal définis
Comme la plupart des "vieilles stars" Disney, Clarabelle a débuté en tant que personnage secondaire : un animal de ferme non-humain dans le premier cartoon de Mickey Mouse, Plane Crazy (1928). La documentation relative au film la référence sous le nom de Carolyn, mais ce nom ne sera employé qu'à cette occasion. John Grant fait lui remonter sa genèse à l'apparition de la première vache dans un dessin animé de Disney, Alice on the Farm (1926).
Dave Smith indique pour sa part comme premier film Mickey laboureur (1929) mais elle n'est pas encore anthropomorphe et la vache "Carolyn" existait déjà.
Le nom de Clarabelle ne lui est attribué qu'à sa cinquième apparition (qui est aussi la première en tant que personnage humanisé) dans The Shindig (1930), pris par IMDb comme date de première apparition,. Clarabelle apparaîtra ensuite dans plusieurs dizaines de cartoons jusqu'à L'Heure symphonique (Symphony Hour, 1942), après quoi elle disparaîtra jusqu'au Noël de Mickey (Mickey's Christmas Carol, 1983).
Grant défini deux périodes dans la carrière de Clarabelle, avant et après le départ d'Ub Iwerks. Dans la première période Clarabelle est le sujet de nombreux gags assez « graveleux » avec ses pis dont Iwerks serait l'instigateur, Walt le laissant faire en raison de l'attrait pour ce type d'humour du public.
En bande dessinée, la première apparition dépend de celle choisie en animation. Mais Clarabelle reste un des premiers personnages de Disney à être transféré dans les bandes dessinées. Le site Inducks indique que le premier personnage nommé Clarabelle apparaît dans La vallée infernale - L'heritage, publié à partir du 1er avril 1930. Sa première apparition en France date de la même année avec à la fois dans Le Petit Parisien du 6 octobre 1930 suivie dès 1931 par le recueil Les aventures de Mickey.

### Le couple Clarabelle-Horace
Clarabelle et son petit ami Horace sont apparus dans plus de dessins animés qu'on le suppose. En fait, les deux personnages étaient des stars majeures jusqu'au milieu des années 1930, la vache dépassant légèrement son amoureux en popularité. Les deux ont cependant été supplantés par Dingo, non pas parce qu'ils étaient moins intéressants mais parce que les équipes de Disney ont mis ce dernier plus en avant aussi bien dans les dessins animés que dans les bandes dessinées.
Dès le début de leurs carrières, Clarabelle et Horace ont démontré une capacité hors du commun à passer du statut d'animaux de ferme communs à celui de personnages anthropomorphiques. Apparemment à l'origine, Clarabelle fut dotée d'une jupe pour conférer un peu de modestie au bovidé caoutchouteux et cacher son appendice plantureux. Clarabelle et Horace sont fiancés depuis 1931.
Le 16 février 1931, la MPAA demande au studio Disney de réduire ou supprimer les pis des vaches des courts métrages d'animation dont ceux de Clarabelle,.
Pour Grant, le plus important rôle de Clarabelle est dans Mickey pompier (1935) où Mickey, Dingo et Donald lui portent secours dans un immeuble en flamme alors qu'elle prend son bain en chantant.

### Les années 1950 à 1980
John Grant indique que Clarabelle revient au cinéma en 1952 dans L'Arbre de Noël de Pluto mais pour une simple apparition comme figurant en chanteur de noël à la fin du film. Mais le personnage n'apparait pas dans les versions DVD de la collection Walt Disney Treasures.
En bande dessinée, Clarabelle avec Horace, Clara Cluck, Dingo, Minnie et Mickey, est apparue de façon régulière dans les années 1950, 1960 et 1970.
Pendant un bref moment, vers la fin des années 1960, Clarabelle a commencé à sortir avec Dingo, alors qu'Horace disparait. Mais cette relation est bouleversée par une autre nouvelle venue appelée Glory-Bee, poussant Clarabelle à retourner vers son ancien amour. Clarabelle a également un jeune cousin, Bertie le Jinx, une nièce, Itsy-Betsy, et une tante mondaine appelée Mademoiselle Bovina, qui sont apparus dans plusieurs numéros des Walt Disney's Comics and Stories.
À partir des années 1980, seules quelques histoires avec Clarabelle ont été publiées aux États-Unis. En revanche en Europe, et particulièrement en Italie, la production a continué et est toujours forte aujourd'hui.

### Les apparitions récentes
À la télévision, Clarabelle est apparue dans quelques épisodes de Mickey Mania (1999-2001) et dans Disney's tous en boîte (2000-03) où elle est chroniqueuse mondaine (son slogan : « Les ragots sont toujours vrais »). Ses rapports avec Horace semblent distendus car elle flirte à l'occasion avec Dingo. On la voit également dans La Maison de Mickey (2006). Accompagnée de ses amies Minnie et Daisy, Clarabelle apparaît également dans les épisodes Une table pour trois (No Reservations, 2016) et La Course à trois pattes (Three-Legged Race, 2017) de la série animée Mickey Mouse ; ses mamelles y font l'objet d'un gag.
Au cinéma, Clarabelle a joué dans Mickey, Donald, Dingo : Les Trois Mousquetaires (2004) en tant que sbire de Pat Hibulaire et objet aimé de Dingo.
Elle a fait une brève apparition dans Kingdom Hearts 2 dans le monde de la Rivière Intemporelle.
Clarabelle apparaît aussi dans Epic Mickey elle fait partie des personnages oubliés.
Il n'y a pas d'information sur la comédienne qui lui a prêté sa voix dans les premiers dessins animées. En revanche dans Le Prince et le Pauvre (The Prince and the Pauper, 1990), c'était Elvia Allman et depuis 1999, c'est April Winchell.

## Analyse du personnage
Le personnage de Clarabelle, comme Horace, est toujours resté au second plan. Malgré son apparition très tôt dans les courts métrages de Disney et dans la bande dessinée, elle n'est jamais devenue aussi populaire que des personnages pourtant plus récents comme Dingo ou Donald Duck. John Grant essaye longuement d'analyser cet état de fait et évoque plusieurs possibilités.
La première serait due à l'utilisation par Iwerks de gags sur les pis. De plus l'un des courts-métrages de Mickey a été interdit dans l'État de l'Ohio car on y voyait Clarabelle lire le livre Three Weeks d'Elinor Glyn, jugé un peu dépravé. De plus, après le départ d'Iwerks, l'utilisation de ce type de gags a été réduite.
L'une des raisons est virtuelle. John Besson transcrit en 1969 dans Funnyworld une entrevue qu'il aurait eue avec Mickey Mouse et lui fait dire que le problème de Clarabelle viendrait « d'une grande sensibilité et que le scandale lié à ses pis a ruiné sa carrière. Elle ne s'en est jamais totalement remise ».
Plus sérieusement, pour Grant, le problème vient de ce que Clarabelle, bien plus que Minnie déjà considérée comme un « simple adjuvant » pour les histoires, est un « perpétuel complément » au scénario. En dehors de quelques exceptions comme Mickey pompier (1935), ses apparitions se limitent à des rôles très secondaires.

## Œuvres avec Clarabelle Cow

### Filmographie
- 1928 : Plane Crazy
- 1929 : Mickey laboureur (The Plow Boy)
- 1929 : La Locomotive de Mickey (Mickey's Choo-Choo)
- 1929 : The Karnival Kid
- 1930 : Concert rustique (The Barnyard Concert)
- 1930 : La Fête joyeuse (The Shindig)
- 1930 : Symphonie enchaînée (The Chain Gang)
- 1930 : Pioneer Days
- 1931 : Le Goûter d'anniversaire (The Birthday Party)
- 1931 : Les Chansons de la mère l'oie (Mother Goose Melodies)
- 1931 : Rythme en bleu (Blue Rhythm)
- 1931 : Diffusion Maison (The Barnyard Broadcast)
- 1931 : The Beach Party
- 1932 : Chien enragé (The Mad Dog)
- 1932 : Olympiques rustiques (Barnyard Olympics)
- 1932 : Mickey au théâtre (Mickey's Revue)
- 1932 : Le Cauchemar de Mickey (Mickey's Nightmare)
- 1932 : The Whoopee Party
- 1932 : Mickey marque un essai (Touchdown Mickey)
- 1932 : Parade des nommés aux Oscars 1932 (Parade of the Award Nominees)
- 1933 : Mickey's Mellerdrammer
- 1933 : Mickey au Moyen Âge (Ye Olden Days)
- 1933 : Mickey's Gala Premier
- 1934 : L'Art du camping (Camping Out)
- 1934 : Le Gala des orphelins
- 1935 : La Fanfare
- 1935 : Mickey patine
- 1935 : Mickey pompier
- 1936 : Mickey's Grand Opera
- 1936 : L'Équipe de Polo
- 1937 : Amateurs de Mickey
- 1938 : Constructeurs de bateau
- 1938 : La Chasse au renard
- 1941 : Mickey bienfaiteur (remake de Le Gala des orphelins)
- 1942 : All Together
- 1942 : L'Anniversaire de Mickey
- 1942 : L'Heure symphonique
- 1983 : Le Noël de Mickey
- 1988 : Qui veut la peau de Roger Rabbit
- 1990 : Le Prince et le Pauvre
- 1999 : Mickey Mania
- 2001 : Disney's tous en boîte
- 2004 : Mickey, Donald, Dingo : Les Trois Mousquetaires
- 2006 : La Maison de Mickey
- 2011 : La Boutique de Minnie
- 2013 : Mickey Mouse
- 2017 : Mickey et ses amis : Top Départ !
- 2017 : Les Histoires Toc-Toc de Tic & Tac
- 2020 : Le Monde Merveilleux de Mickey
- 2021 : La Maison magique de Mickey

### Jeux vidéo
- 2003 : Toontown
- 2010 : Epic Mickey

### Bandes dessinées
Si on prend comme première apparition de Clarabelle, la vache dans Plane Crazy, son histoire en bande dessinée débute avec celle de Mickey en janvier 1930 avec le lancement d'un comic strip quotidien sous licence de King Features Syndicate, dessiné par Ub Iwerks et encrée par Win Smith. Elle apparait sous son nom dès l'histoire suivante.
Depuis 1930, Clarabelle est apparue dans quelques milliers d'histoires. Le site INDUCKS recense en 2011 selon les pays et les producteurs:
- États-Unis :
  - Strips quotidiens : 167 histoires
  - Pages dominicales : 184 histoires
  - Comic-books américains:
    - Dell Comics / Western Publishing : 225 histoires
    - Disney Comics : 8 histoires

  - Disney Studio : 337 histoires
- Italie : Mondadori / Disney Italia : 567 histoires
- Danemark : Gutenberghus / Egmont : 492 histoires
- Pays-Bas Oberon / GP / VNU Media : 214 histoires
- France : Édi-Monde / Disney Hachette Presse : 243 histoires
- Brésil : Abril : 97 histoires
- Royaume-Uni: 54 histoires
- Allemagne : Ehapa : 12 histoires
- Productions diverses (par exemple  Argentine,  Belgique) : 5 histoires

## Source
- (en) Cet article est partiellement ou en totalité issu de l’article de Wikipédia en anglais intitulé « Clarabelle Cow » (voir la liste des auteurs).